# Obelisco de Ciudadela

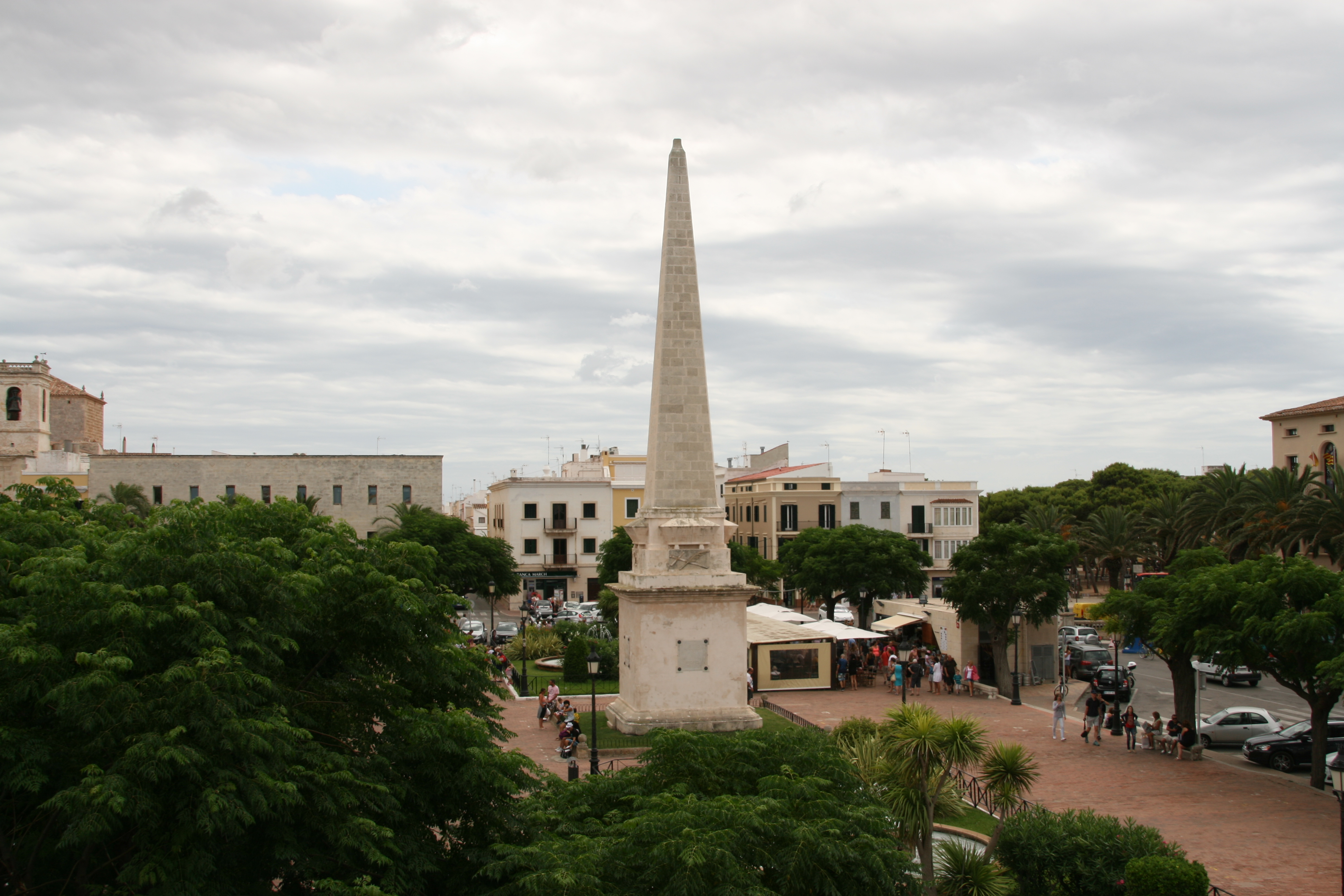
Obelisco de Ciudadela de Menorca

El obelisco de Ciudadela, popularmente conocido como la pirámide («sa pirámide») es un monumento que se encuentra en el centro de la plaza del Born de Ciudadela de Menorca. Fue realizada en 1857 para rememorar el trescientos aniversario del Año de la Desgracia, según un proyecto del historiador Rafael Oleo y Quadrado, por el maestro constructor Josep Mas i Llufriu. Es de estilo neoclásico y mide veintidós metros de altura.

## Historia
Una flota turca atacó Ciudadela de Menorca en 1558. Después de una semana de asedio la ciudad fue tomada por los miles de hombres del corsario Mustafá Piali. Los turcos entraron en la ciudad, la saquearon e incendiaron hasta su total destrucción. Hubo más de mil muertos y los supervivientes, tanto los de Ciudadela como los de alrededor, fueron más de tres mil. Fueron tomados como cautivos y trasladados a las tierras de Estambul (antes Constrantinopla) para ser vendidos como esclavos. El obelisco del Born recuerda la tragedia del día nueve de julio. En la base lleva escritas cuatro inscripciones lapidarias en latín «Pro aris et focis hic sustinuimus usque ad mortem» que significa «Por altares y hogares aguantamos aquí hasta la muerte».

## El monumento
Conmemora la maldición turca que cayó sobre la ciudad el nueve de julio de 1558, cuando la flota de Piali Bajá arribó y ocupó Ciudadela con violencia y destrucción. El obelisco recuerda la importancia estratégica que tuvo la isla de Menorca en el Mediterráneo. 
Preside la plaza del Born, y está a la vista de una serie de palacios y edificios importantes del casco antiguo: el renacentista Martorell; el neoclásico Torre-Saura; el palacio Salort; el teatro des Born; el Ayuntamiento de Ciudadela (antiguo Alcázar); mirador en el puerto; e iglesia de San Francisco de Asís (siglo XIII). El monumento tiene veintidós metros de altura. Cada viernes y sábado se monta un mercado a los pies del obelisco y los comerciantes ocupan casi toda la plaza.
En 1857 se colocó la primera piedra en solemne ceremonia. Se dice que, bajo la piedra se dejaron monedas del año 1558. Con el tiempo, dos fachadas del monumento sufrieron los efectos perniciosos del viento lebeche (llebeig), que sopla del suroeste portando agua marina que absorbe la piedra. El obelisco se restauró en 2009 (más de 50.000 euros de gasto), trabajos que no satisfacieron a todos. Para la sociedad Histórico-arqueológica Martí i Bella las técnicas utilizadas no han respetado los materiales históricos.